# 浮沈子
浮沈子（ふちんし、Cartesian diverあるいはCartesian devil）は、パスカルの原理を利用した玩具である。容器を押したり離したりすることで、中にあるものが浮いたり沈んだりする。しょうゆ入れ（タレビン）とナット・ペットボトルの浮沈子が理科実験としてよく利用されるが、いろいろな材料を使った浮沈子が考えられている。
古典的な科学実験の一つであり、浮力の原理（アルキメデスの原理）と理想気体の状態方程式を実演する。

## 名称
英語名のCartesian diver、Cartesian devilは、ルネ・デカルトのラテン語名にちなんで命名されている（ルネ・デカルト#名前）。デカルトがこの玩具を発明したと言われている。

## 実験の解説
この実験は「潜り手」（"diver"）をピペットに酷似する一端が開いた小さな堅い管を柔軟な部品の付いた大きい容器(例えば2リットル入りのソフト・ドリンクの瓶)の中に置くことでなされる。
その容器は潜り手を見られるように完全に水で満たされ、閉じられる際に気密にしなければならない。
「潜り手」（"diver"）には水が入る。その量はほぼ中立な浮力を有するのに十分な量の空気をふくませ、それでもやはりほぼ完全に水没させられているあいだは上端に浮かんでいるだけの浮力を有する。
「潜り」（"diving"）が起こるときは、容器の柔軟な部位が内側に圧せられて内圧を高め、「潜り手」（"diver"）を底に沈めさせ、圧力が解放されると元のように表面に浮上する。
浮沈子の中には浮力を与えるだけの空気がある。
したがって、浮沈子は水面に浮かぶ。
パスカルの原理によれば、気密の容器が圧されると空気圧が高まり、その一部は容器の一つの「壁」（"wall"）を成す水に対して加えられる。
今度はこの水が浮沈子の中の気泡にさらなる圧力を加える。
その理由は、浮沈子内の空気は圧縮可能であるがしかし水は圧縮不可能な液体であり、空気の量は減少させられるがしかし水の量は膨張せず、浮沈子への外部の圧力は a) 浮沈子内に既にある水をさらに内部に押し入れ、そして b) 浮沈子の外にある水を浮沈子内に押し入れる。
一旦気泡が小さくなり、水が浮沈子のなかにはいると、浮沈子は自らの重さよりも軽い水を押しのける。そのためにそれは浮力を減じ、そしてアルキメデスの原理にしたがって沈む。
容器に対する圧力が解放されると、空気は元のように膨張し、押しのけられた水の重さを増やし、そして浮沈子は元のように浮力を増し、そして浮かぶ。

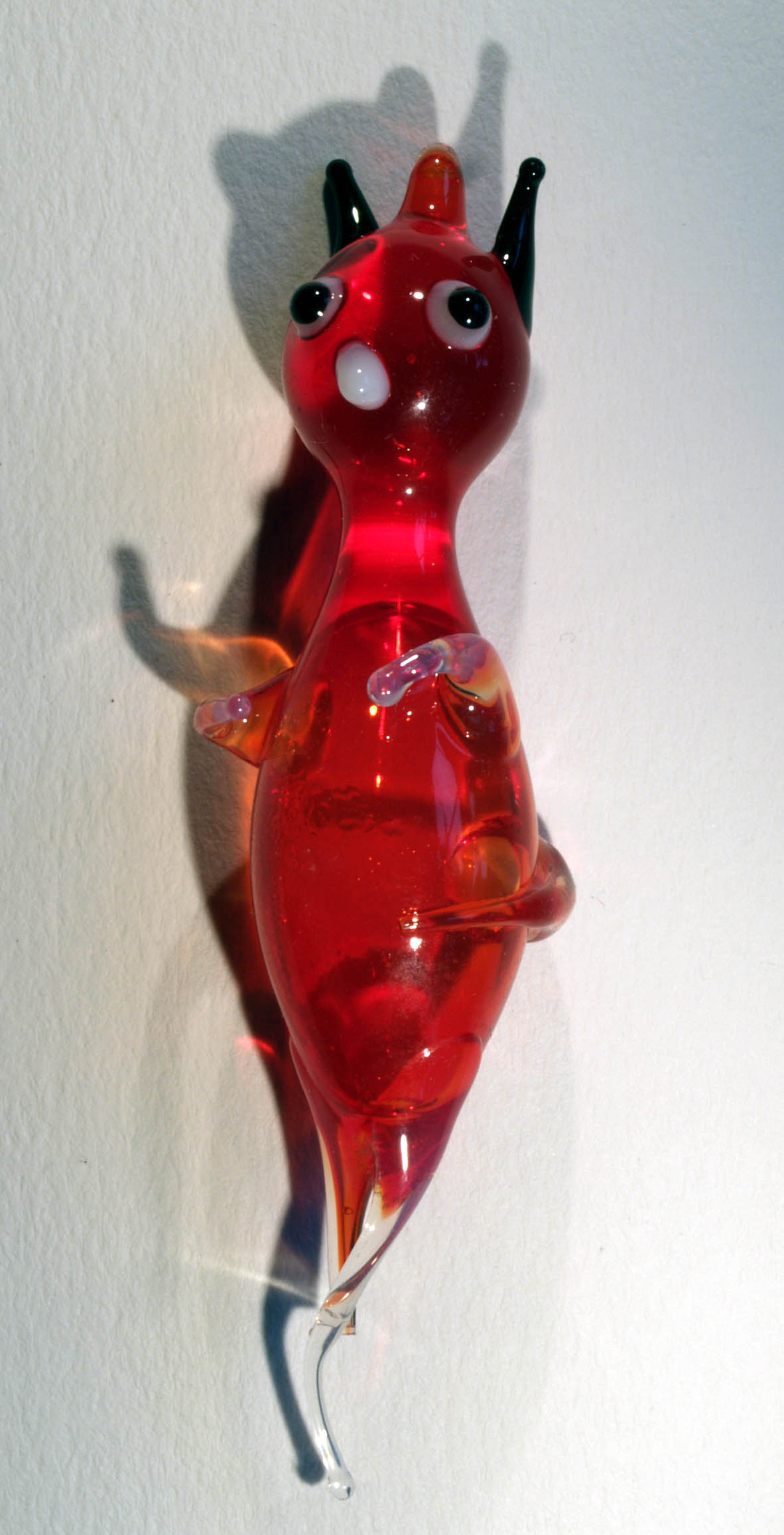
手吹きガラス製の玩具　浮沈子　ドイツ　チューリンゲンの森　ラウシャ（Lauscha）

もし押しのけられた水の重さが浮沈子の重さと等しいならば、容器の中央で停止すると考えられるかもしれないが、実際には起こらない。
そのような状態が万が一存在すると仮定すれば、浮沈子の現在の深さからの逸脱は、どれほど小さくても、
容器内のそれの上方の水の重さにおける変化による、浮沈子内の気泡に加えられる圧力を変化させるであろう。
これは不安定な力学的平衡である。
もし浮沈子の上昇が、どれほど非常に小さくても、
気泡に対する圧力は弱まり、膨張し、それはさらに多くの水を押しのけ、浮沈子はさらに速く上昇しながら、浮力を増すであろう。
逆に、もし浮沈子の下降がいかに僅かでも圧力は強まり気泡は収縮し水が入り込み浮沈子は浮力を減じ、そして下降率は水からの圧力が高まるにつれ加速する。
この増大は、系におけるランダムな熱的変動によるものでさえ、平衡からのどれほどの逸脱であってもそれを増幅するであろう。
浮沈子を表面に浮かべるか、または底面に沈めさせる、一定の応用される諸圧力の範囲は存在するが、それを長期間にわたって液体内に浮かせておくならば、応用される圧力の連続的操作を必要とするだろう。

## 他の用途
この原理は、しばしば「water dancers」あるいは「water devils」と称される小型玩具に利用されている
原理は同じであるが、ピペットは同じ特性をそなえたほぼ中立な浮力のある管に取って代わられる。
例えば、吹きガラス製の泡。
ガラス製の泡の尾にひねりが与えられると、ガラス泡の中への、そして中からの水の流れが回転をつくる。
このために玩具は上下する際に勢い良く回転する。
このような玩具の一例が、ここに示される赤い「悪魔」（"devil"）である。
これもまた、液体の圧力を測定するという実際的な用途がある。
1950年代の英国では、プラスチック製の浮沈子が箱入りのシリアル食品におまけとして付けられていた。